# Edward Somerset (4e comte de Worcester)
Edward Somerset, 4e comte de Worcester, comte maréchal (1568 – 3 mars 1628) est un aristocrate anglais. Il est un conseiller important du roi Jacques Ier (Jacques VI d'Écosse), en tant que Lord du sceau privé.

## Biographie
Il est le fils unique de trois enfants nés de William Somerset (3e comte de Worcester) et de Christiana North. Le 21 février 1589, il succède à son père en tant que comte de Worcester.
En juin 1590, Worcester se rend à Édimbourg pour féliciter Jacques VI d'Écosse pour son retour sain et sauf du Danemark et son mariage avec Anne de Danemark, et annonce que le roi doit rejoindre l'Ordre de la Jarretière . Il discute avec James des rumeurs selon lesquelles des navires anglais guettaient son retour. Au début, il n'a pas pu voir Anne de Danemark qui avait mal aux dents, et il plaisante en disant qu'en Angleterre cela serait interprété comme un signe qu'elle est enceinte. Worcester a une audience avec Anne et apporte sa lettre à Elizabeth. Il est accompagné de William Compton (1er comte de Northampton) qui surveille des « passe-temps » ou chasse sur les sables de Leith .
En 1593, il est fait chevalier de la Jarretière. Dans une lettre de septembre 1602, il mentionne que la reine Elizabeth s'est divertie dans la chambre privée avec des danses et des airs irlandais.
En 1606, il est nommé gardien du Grand Parc, un parc créé pour la chasse par Henri VIII autour du palais Nonsuch, dont le parc Worcester faisait partie. La résidence Worcester Park House est construite en 1607.

## Famille
Il épouse Elizabeth Hastings le 16 décembre 1571 au palais de Whitehall lors d'un triple mariage avec Edward de Vere, 17e comte d'Oxford qui épouse Anne Cecil, et Edward Sutton (4e baron Dudley) (en) qui épouse Mary Howard. Elle est la fille de Francis Hastings (2e comte de Huntingdon) et de Catherine Pole. Catherine est une fille de Henry Pole (1er baron Montagu) et Jane Neville. Ils ont quinze enfants parmi lesquels :
- Henry Somerset (1er marquis de Worcester), son héritier et successeur, qui est plus tard créé 1er marquis de Worcester ;
- Thomas Somerset (1er vicomte Somerset) (Pairie d'Irlande), né en 1579[6], mort en 1649 ; il est créé vicomte Somerset le 8 décembre 1626.
- Catherine ou Katherine Somerset, décédée le 6 novembre 1654 et, avant le 14 janvier 1607, épouse Thomas Windsor, 6e baron Windsor, avec qui elle n'a aucun descendant
- Blanche Somerset, décédée le 28 octobre 1649, épouse Thomas Arundell, 2e baron Arundell de Wardour, avec qui elle a un fils et deux filles, ses seuls enfants ; le règlement pour ce mariage est le 11 mai 1607.
- Frances Somerset, épouse William Morgan, écuyer de Llantarnam[7] et mère d'Edward Morgan (vers 1612 - 24 juin 1653), qui est l'arrière-arrière-grand-père de Daniel Boone.
- Charles Somerset (1587/8 - 1665), voyageur et écrivain, chevalier du bain[6].
- Elizabeth Somerset, épouse Henry Guildford.
- Katherine Somerset (1575-1624), épouse William Petre (2e baron Petre).

Quatre de ses filles dansent comme les rivières du Monmouthshire lors du masque de cour Tethys' Festival le 5 juin 1610 ; Lady Catherine Windsor dans le rôle de la « nymphe d'Usk » ; Lady Katherine Petre dans le rôle de la "nymphe d'Olwy" ; Lady Elizabeth Guildford dans le rôle de la « nymphe de Dulesse » ; et Lady Mary Wintour en tant que "Nymphe de Wye " .
Somerset est enterré dans la chapelle familiale de l'église de St Cadoc, Raglan, Monmouthshire .